# IBrowse
IBrowse ist ein kommerzieller Webbrowser für das Betriebssystem AmigaOS.

## Geschichte
IBrowse entstand 1994 aus dem Amiga-Port des Browsers Mosaic unter dem Namen aMosaic.
1996 wurde er von der inzwischen nicht mehr bestehenden Firma Omnipresence weiterentwickelt und unter dem Namen IBrowse vermarktet.
1999 wurde die Version 2.2 veröffentlicht.
2001 wurde die Weiterentwicklung vom ursprünglichen Autor Stefan Burström wieder übernommen, der ihn seitdem weiterentwickelte.
Die letzte Version ist 2.5 (Stand: 14. August 2021), eine Weiterentwicklung zu Version 3.0 (wobei als wichtigste Neuerung erstmals auch CSS unterstützt werden soll) war vorgesehen, hat jedoch das Betastadium nicht mehr erreicht.
Vertrieben wurde IBrowse zuletzt durch das Unternehmen IOSPIRIT. Seit dem 1. Juli 2007 hat das Unternehmen den Verkauf von Amiga-Software eingestellt und entwickelt nun Software für Apple-Produkte. Lizenzen für IBrowse können nur noch direkt über den Entwickler online geordert werden.

## Technische Details
Die MUI-Anwendung IBrowse unterstützt HTML, HTML 4 teilweise, JavaScript, Flash mittels Plugin (beta), Frames, SSL und weitere Standards. Die Protokolle HTTP und FTP können verwendet werden. Ab der Version 2.2 wird sogenanntes Tabbed Browsing unterstützt.